# Across the Sea
"Across the Sea" (em português: Do Outro Lado do Mar) é uma música da banda americana de rock alternativo Weezer, composta por Rivers Cuomo, e lançada em 24 de Setembro de 1996 no seu segundo álbum, Pinkerton.

## Visão Global
"Across the Sea" é uma das músicas mais emotivas do reportório dos Weezer. Rivers Cuomo compôs a música enquanto frequentava a Universidade de Harvard, e é referida como um dos pontos chave que levaram Cuomo a avançar com o conceito de Pinkerton no lugar de Songs from the Black Hole.
O solo de guitarra tem uma progressão harmónica relativamente complexa, durante a qual a clave tem uma modulação de G♭ maior para E♭ maior (o maior paralelo da clave original é um menor relativo). A ponte seguinte mantém-se na clave de E♭ maior, modulando-se depois de novo para um G♭ maior para o verso final e refrão. No início, quando o piano toca, é possível ouvir-se uma porta a abrir, o baterista Patrick Wilson a rir-se e uma parte do refrão a ser tocada no mesmo piano.
A música surge também nos álbuns Come On and Kick Me!: The String Quartet Tribute to Weezer e Only in Dreams: Classical Music Inspired by Weezer.

## Composição
Cuomo compôs "Across the Sea" depois e ter recebido uma carta de uma fã do Japão. Uma jovem rapariga escreveu-lhe, perguntando-lhe sobre a sua vida no dia-a-dia durante o Inverno depressivo que este passou na Universidade de Harvard em 1995. Algumas destas questões surgem de modo real na música, tal como a letra introdutória mostra. Relativamente à sua relação com a rapariga, Cuomo referiu,
| “ | Quando eu recebi a carta, eu apaixonei-me por ela. Era uma carta muito boa. Eu estava muito sozinho nessa altura, mas ao mesmo tempo eu também estava muito deprimido e nunca a iria conhecer. Mesmo se a conhecesse, ela seria provavelmente alguma rapariga de catorze anos, que não falaria Inglês. | ” |

Quando questionado em 2006 sobre a rapariga, Cuomo comentou - "Eu não sabia nada sobre ela e nunca a contactei". A letra menciona também a consideração adolescente de Cuomo em tornar-se um monge para ganhar o favor de mulheres mais velhas, tal como deixa a ideia de que a sua mãe é responsável pelas suas relações românticas curtas.

## Pessoal
- Rivers Cuomo — guitarra principal, vocalista, piano
- Patrick Wilson — percussão
- Brian Bell — guitarra rítmica
- Matt Sharp — baixo

## Ligações Externas
- "Across the Sea" no songfacts.com